# 5371 Albertoaccomazzi
5371 Albertoaccomazzi è un asteroide della fascia principale. Scoperto nel 1987, presenta un'orbita caratterizzata da un semiasse maggiore pari a 3,168948 UA e da un'eccentricità di 0,095206, inclinata di 9,584186° rispetto all'eclittica. Ha un diametro di 18,235 km.